# Francouzský park

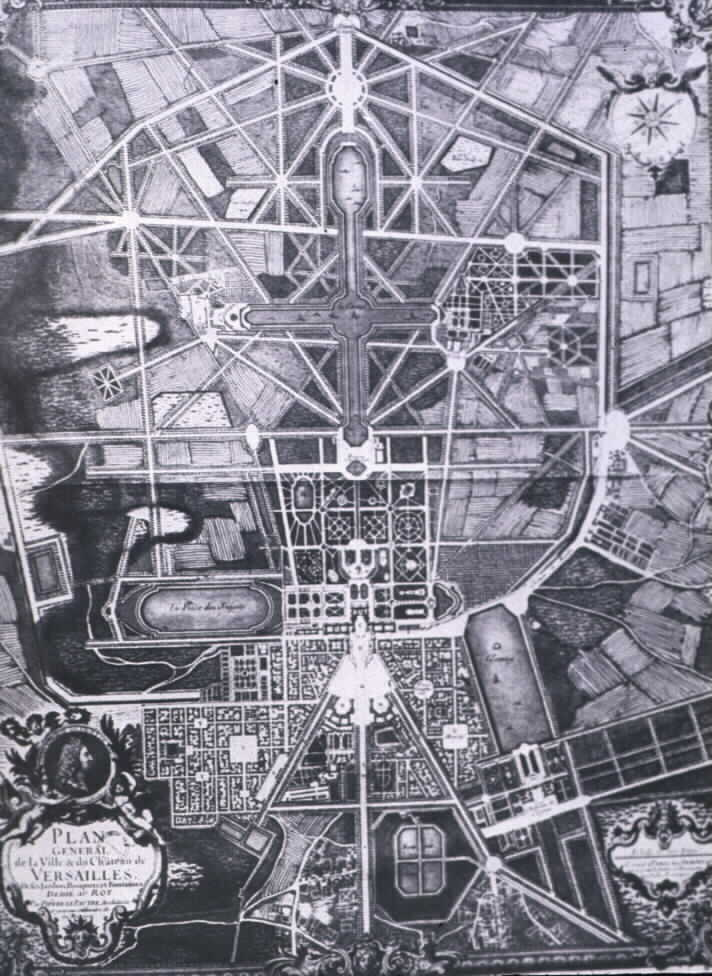
francouzské zahradě vládne symetrie (zahrady zámku Versailles, Francie)

Francouzský park je označení pro park, sadovnickou úpravu, kterou lze zařadit mezi geometrické styly. Úprava je založena na symetrii (často mnohostranné) vzorů a je upraven a vybudován s geometrickou přesností. Úprava plochy je pokračováním architektury hlavní stavby. Úprava je nákladná a okázalá. Nezřídka je pro tento styl sadovnické úpravy používáno i označení francouzská zahrada. Takto upravený park nebo zahrada, ve vztahu ke stylu její úpravy, bývá označován jako pravidelná zahrada, geometrická zahrada, architektonická zahrada, či styl úpravy parku jako architektonický styl, pro spojení principů architektury se stavbou. Typické úpravy zahradní architektury ve francouzském parku jsou prováděny podle zásad sadovnické tvorby.

## Popis

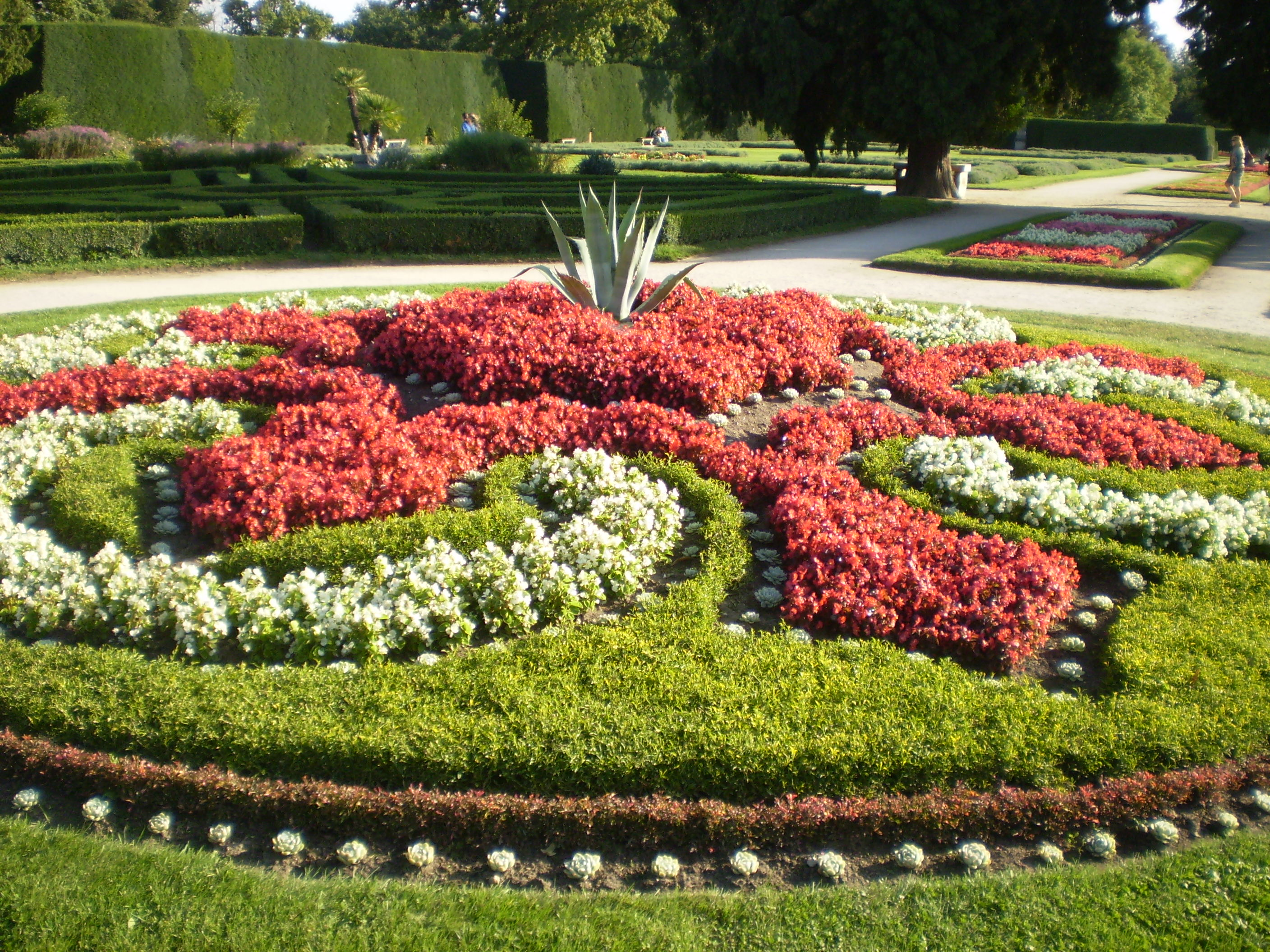
i vyvýšené záhony, osázené letničkami podléhají symetrii

Typicky park rozděluje několik hlavních cest, od kterých se pravoúhle dělí vedlejší. Cesty jsou zpravidla lemovány nízkými živými plůtky ze stálezelených dřevin. Hlavní, nejširší cesta obvykle vede středem. Největší plocha je naprosto přehledná a osázena jen nízkými plůtky a květinovými vzory, nejvýše pak přerušena několika ozdobnými stříhanými keři, nebo výsadbou letniček na vyvýšeném záhonu. Na hlavní plochu navazuje mnoho menších ploch naprosto oddělených živými ploty ze stálezelených dřevin, vysokých často 4 m. Vytvářejí tak intimní zákoutí. Zákoutí nebyla prázdná a stejná, ale v každém byl nějaký dekorativní prvek - socha, nebo nádoba s atraktivní, nebo vzácnou rostlinou. V parku byla často chována jako zpestření zvířata, např. pávi. Typickou stavbou jsou altány a pergoly. Francouzská zahrada napodobuje ale někdy i stavby z venkova nebo cizích zemí, které samozřejmě musí odpovídat pravidlům symetrie a krásy. Takové stavby mohly vypadat velice uměle, ale to nebylo stylu francouzské zahrady na překážku. Umělost a nepřirozenost byla znakem kultivovanosti a ušlechtilosti. Někdy byla součástí zahrady i oranžerie nebo skleník s tropickými rostlinami, případně konírna. Francouzská zahrada dává najevo, že majitel je movitý a kultivovaný šlechtic.

### Perspektiva

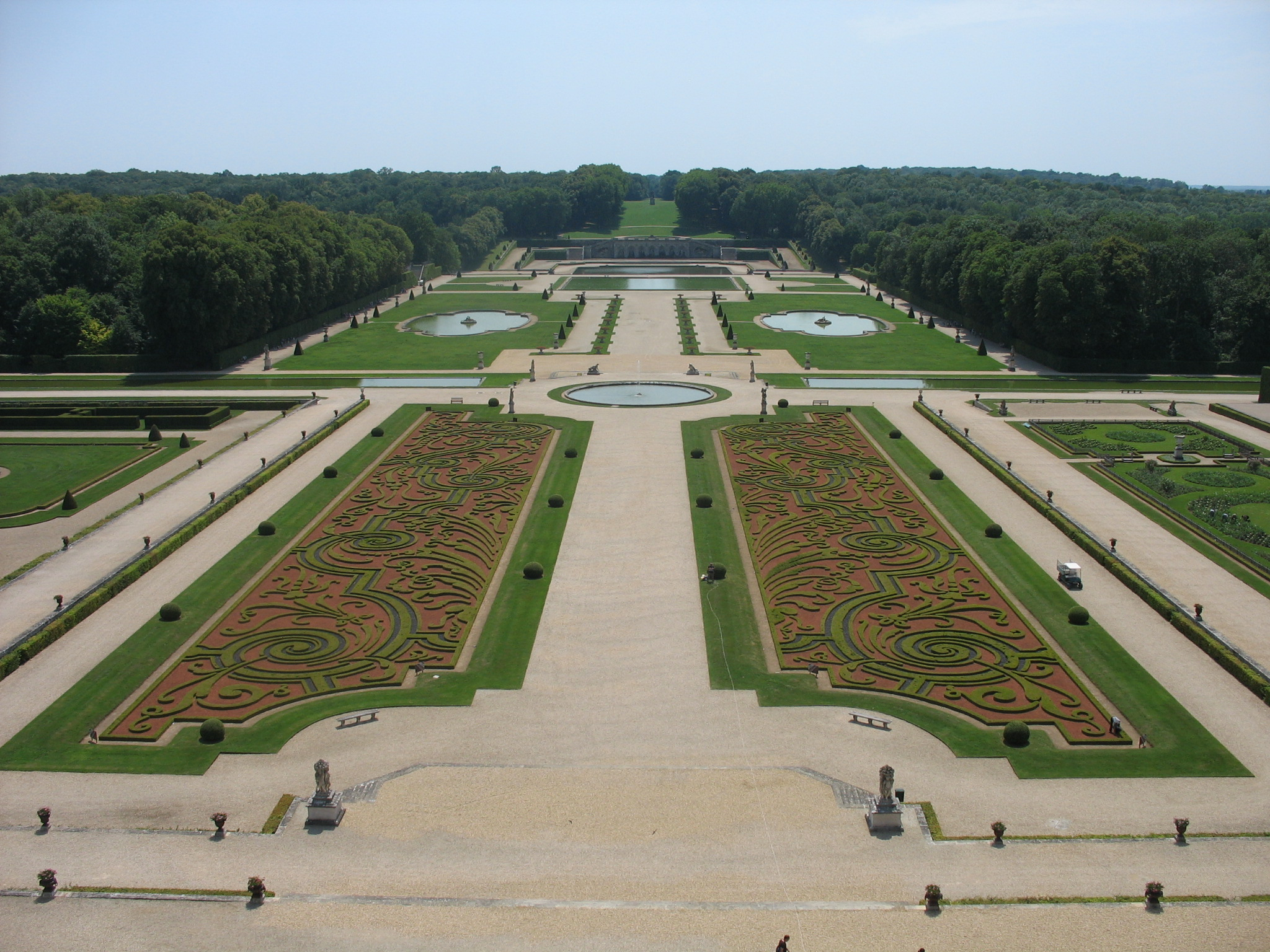
zahrada v Vaux-le-Vicomte si pohrává s vnímáním perspektivy

Francouzská zahrada není pouhé převedení pravidel geometrie a perspektivy do prostoru. Designéři francouzských zahrad používají pravidla geometrie pro dosažení ideálního výhledu, ale znalosti jim umožňují vyhnout se pouhé strohé geometrie, nebo pomocí znalosti geometrie zvětšit opticky vnímaný prostor. Silným nástrojem jsou aleje, pravidelně se opakující motiv, nebo rytmická linie řezaných keřů a stromů. Postupným zužováním uličky, nebo snižováním výšky stromů a keřů lze silně ovlivnit prostorový úsudek diváka (Vaux-le-Vicomte). S rostoucí poptávkou po celé 17. století jsou zahrady stále více a více ambiciózní a dochází k obrácení hodnot. V Chantilly u Saint-Germain, není zahrada součástí hradu, ale hrad se stal jedním z příslušenství zahrady, která zde zaujímá prostor jako dominantní. Pojetí perspektivy, využití pravidel geometrie a symetrie, tak jak ji známe z francouzských parků, se stále používají u velkých zahrad a parků. Jsou to silné nástroje, ale jsou zpravidla kombinovány s nenásilností a přirozeností anglických parků.

### Voda v zahradě
Instalace vodních prvků jsou využívány, aby dodaly zahradě na bohatosti. Voda napodobuje křišťálové lustry, nádrže hrají roli zrcadel. Tryskající voda napodobuje skleničky a vázy.

### Dekorativní prvky

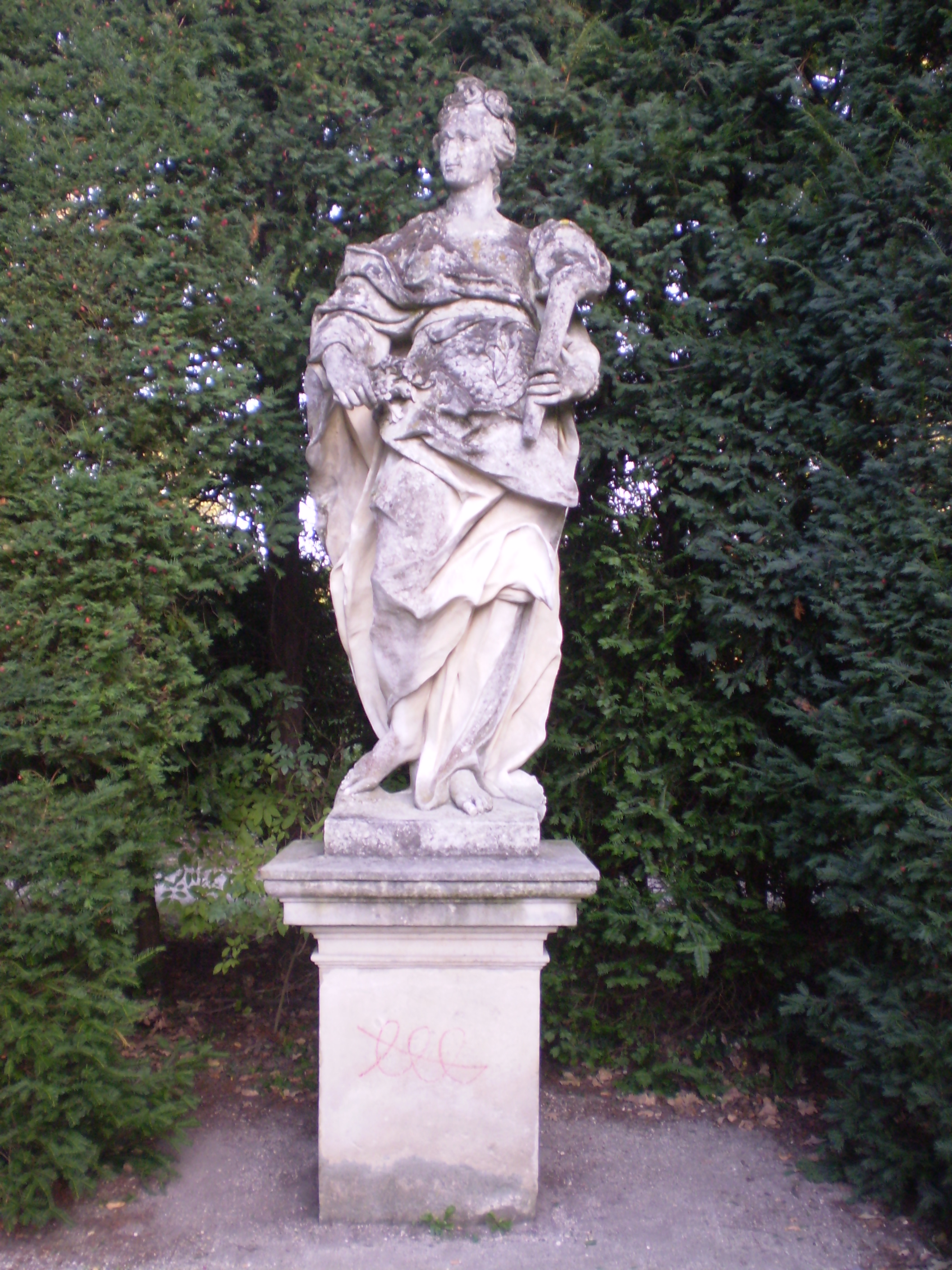
zákoutí jsou zdobeny sochami

Rovné cesty sypané pískem, letničkové záhony, sestříhané keře, fontány, květinové záhony, sochy, mobilní zeleň, symetrické vodní nádrže nebo symetrické vodní toky a vodopády.

## Historie
Počátek francouzských parků se datuje do 16. století v Itálii, například u paláce Pitti ve Florencii. Tento styl se přenesl do Francie. Vrcholem tvorby francouzských parků byl park u zámku Versailles, který pro Ludvíka XIV. vytvořil krajinný architekt André Le Nôtre.
V Česku se s francouzskými parky setkáme převážně u zámků, jako zámecké zahrady.
V 18. století se začal objevovat naopak anglický park, který je sice přesně rozvržen a plánován, ale snaží se napodobit původní krajinu, někdy používá v místě nepůvodní atraktivní keře nebo stromy, ale nikdy nesmí působit nepřirozeně a násilně. Symetrie je pro něj nepřirozená. Jeho nejcennějším prvkem jsou pečlivě rozvržené průhledy do krajiny přes vodní toky a terénní nerovnosti (které často kryjí cesty a krajina vypadá větší, nerušená). Velký anglický park může mít zakomponováno mnoho vodních ploch a počítá tak s dalším efektem, kterým je odraz od vodní hladiny. Dobře navržená anglická zahrada není tolik náročná na údržbu. Může díky mnoha měnícím se průhledům působit mnohonásobně větším dojmem, než skutečně je. V období romantismu byla anglická zahrada doplňována romantizujícími stavbami.

## Nároky
Tento druh zahrady je velice náročný na pravidelnou údržbu a může působit poměrně uměle. Dobře upravený francouzský park ale oslní škálou vyladěných barev pomocí inteligentně volených letniček a nenásilných, ale pravidelných ornamentů. Většinu takových parků najdeme u významných budov, kde jsou odborní zaměstnanci, kteří se parku celoročně věnují. V parku v Lednici se pokoušeli letničky nahradit trvalkami, které nepřinášejí očekávaný efekt.

## Rostliny často používané ve francouzských zahradách
- Ptačí zob (Ligustrum ovalifolium)

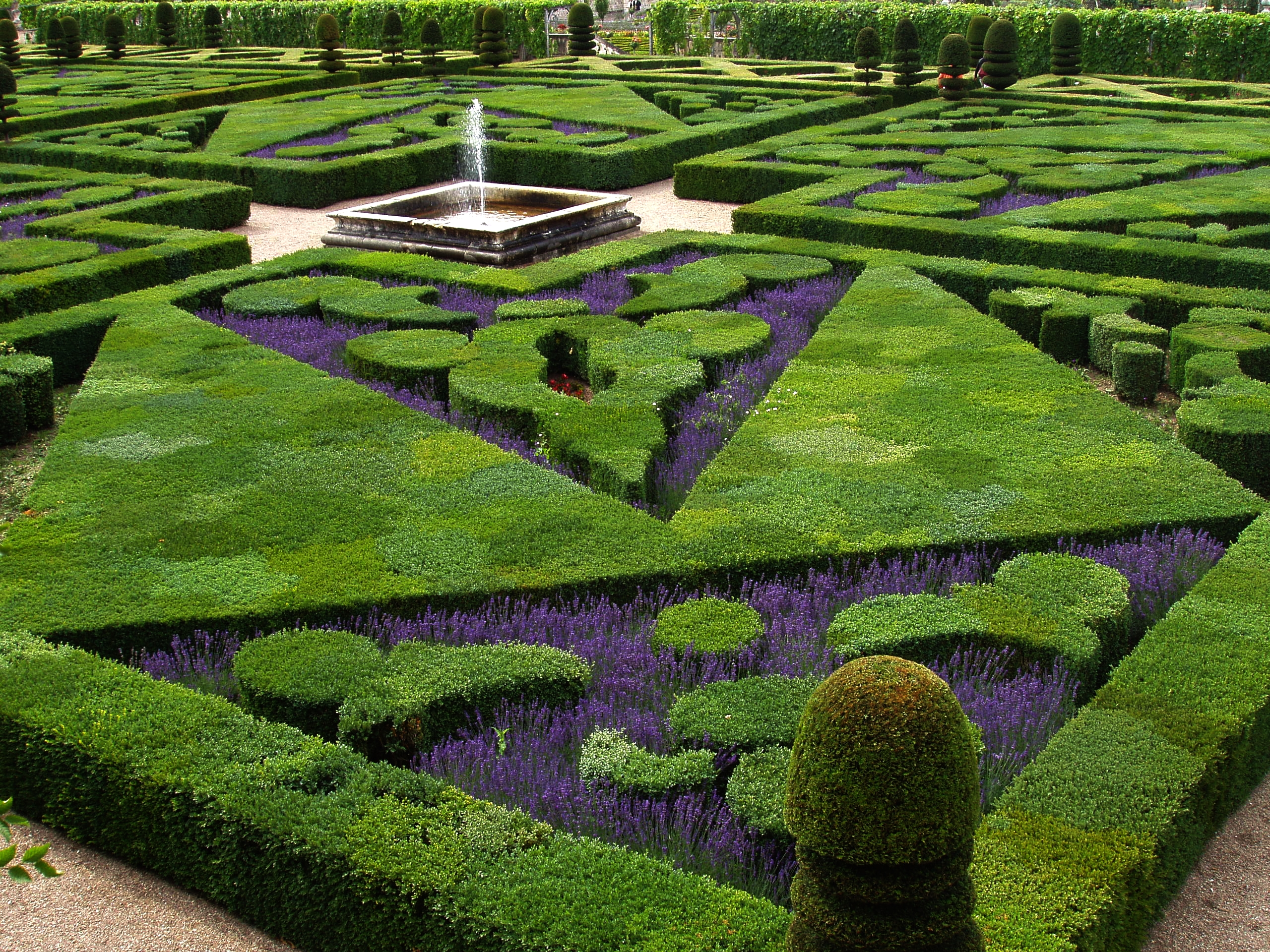
Francouzský park ve Villandry v údolí Loiry

- Tis (Taxus baccata), (Taxus media)
- Krušpánek (Buxus sempervirens)
- Agáve
- Palma
- Begónie
- Pelargónie
- Senecio
- Netřesk
- Zelenec (Chlorophytum)
- Dosna (Canna)
- afrikán (Tagetes)

## Velké francouzské zahrady

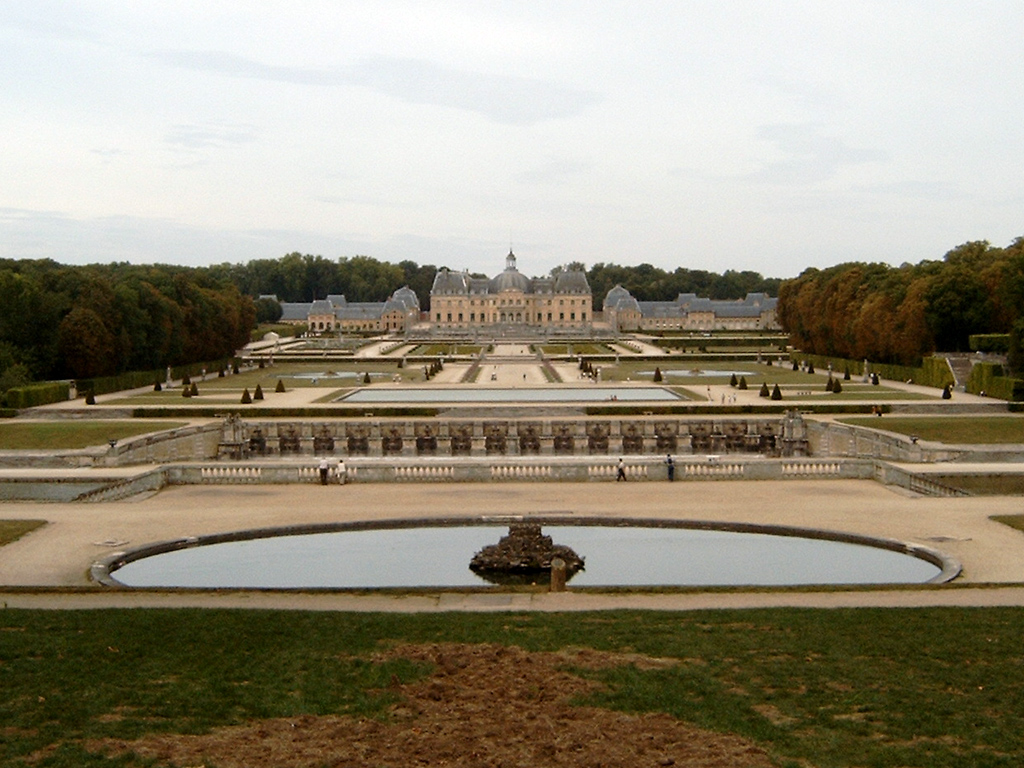
vzhled zámku se podřizuje pravidlům francouzské zahrady

- zámek Hautefort v Dordogne - francouzská zahrada s anglickým parkem [1]
- Potager du château de la Roche-Guyon [2] a zámek de La Roche-Guyon
- zámek Breteuil [3]
- zámek Chantilly [4] [5]
- zámek Josselin [6]
- Jardin du Luxembourg v Paříži
- Park v Saint-Cloud
- Park v Sceaux [7]
- zámek Saint-Germain-en-Laye
- zámek Vaux-le-Vicomte
- zámecký park ve Versailles [8]
- zámek Villandry
- Jardin des Tuileries v Paříži
- Zahrada de l'évêché de Castres od André Le Nôtre z roku 1616
- Jardin du Pavillon de Galon - zahrada podle pravidel francouzského parku v Park du Luberon.
- zahrady v Manoir d'Eyrignac - klasická francouzská zahrada v Dordogne

## Galerie

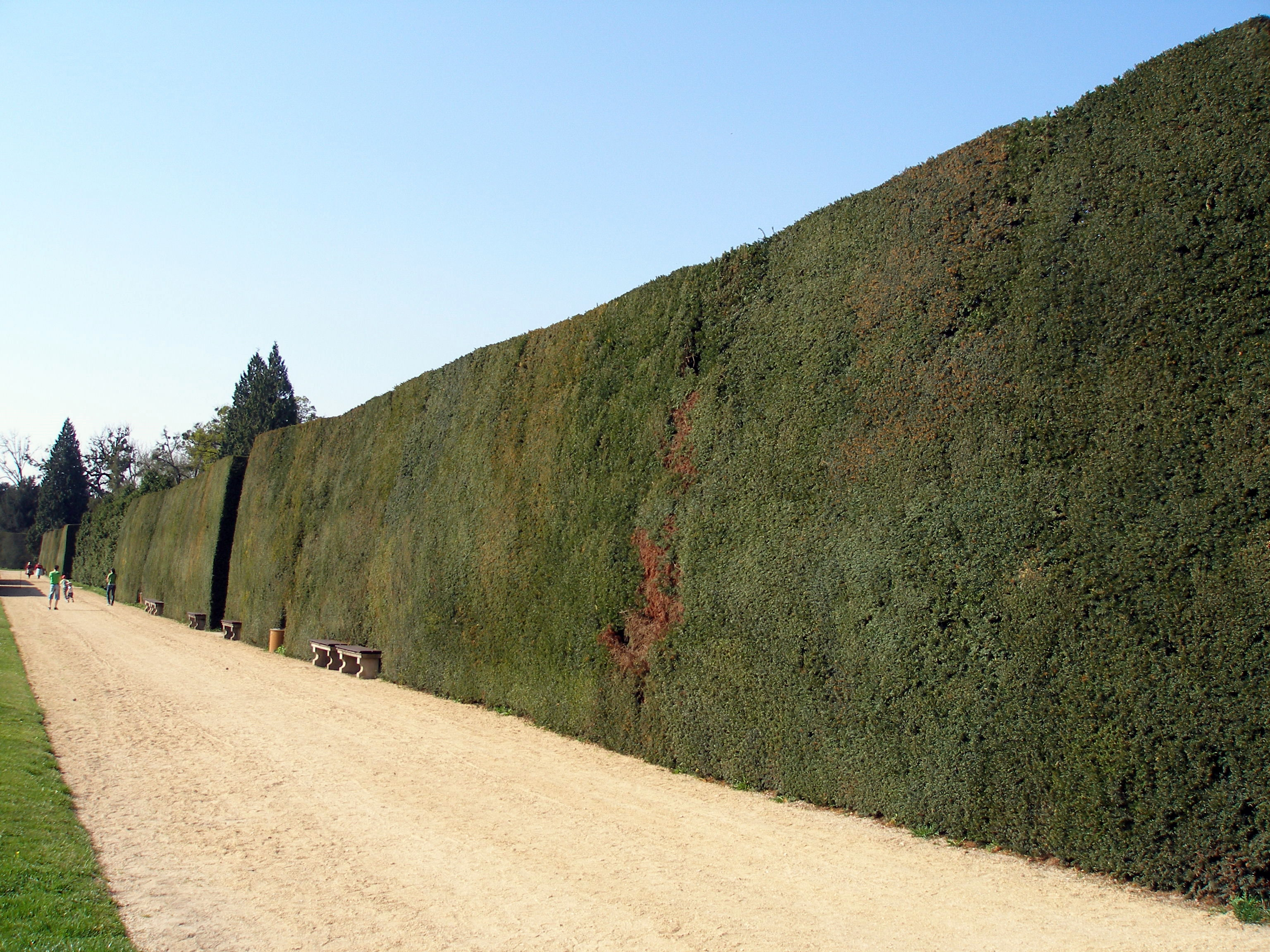
řezané živé ploty (Lednice (zámek)
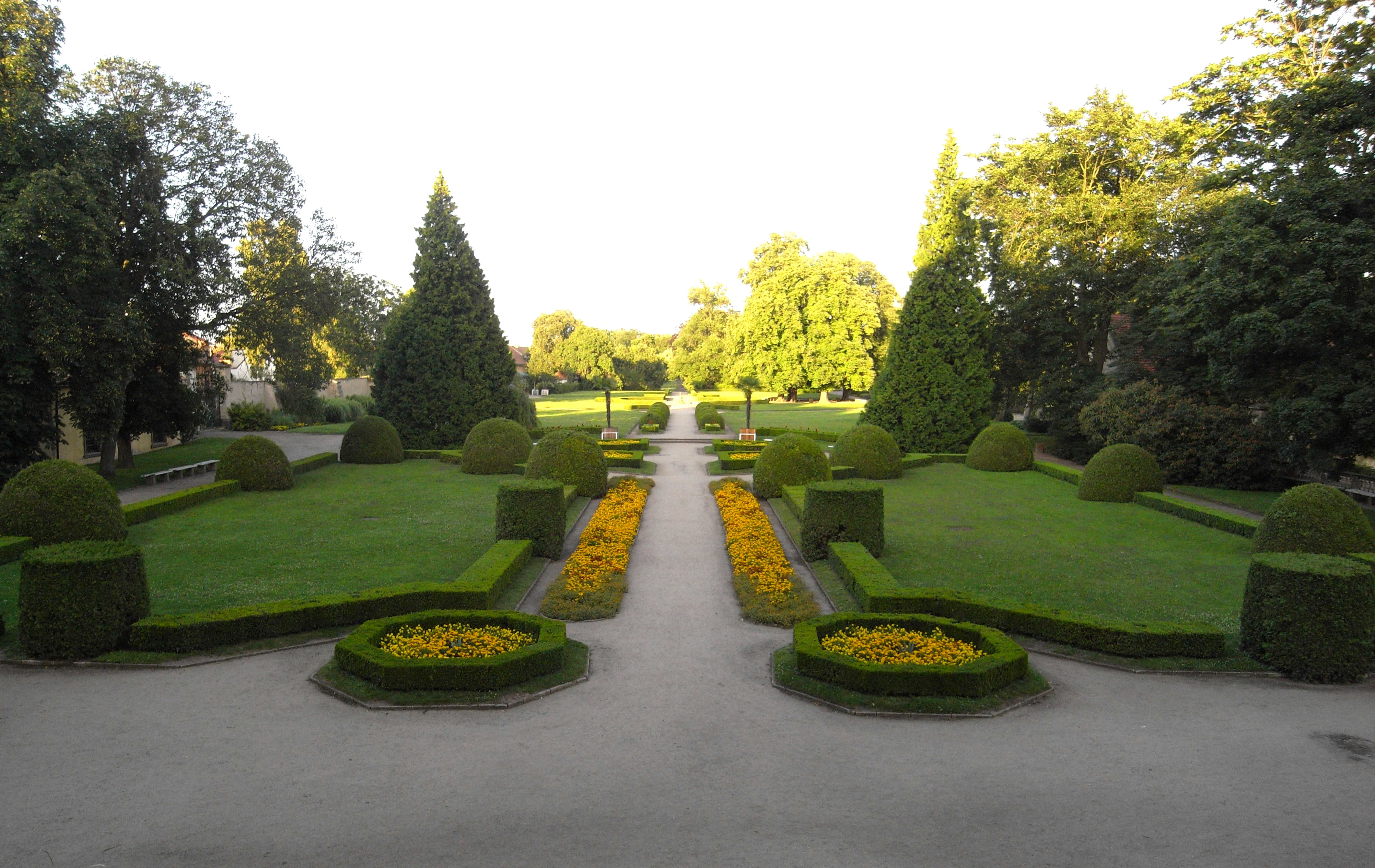
symetrické vzory a symetricky řezané keře (Libochovice)
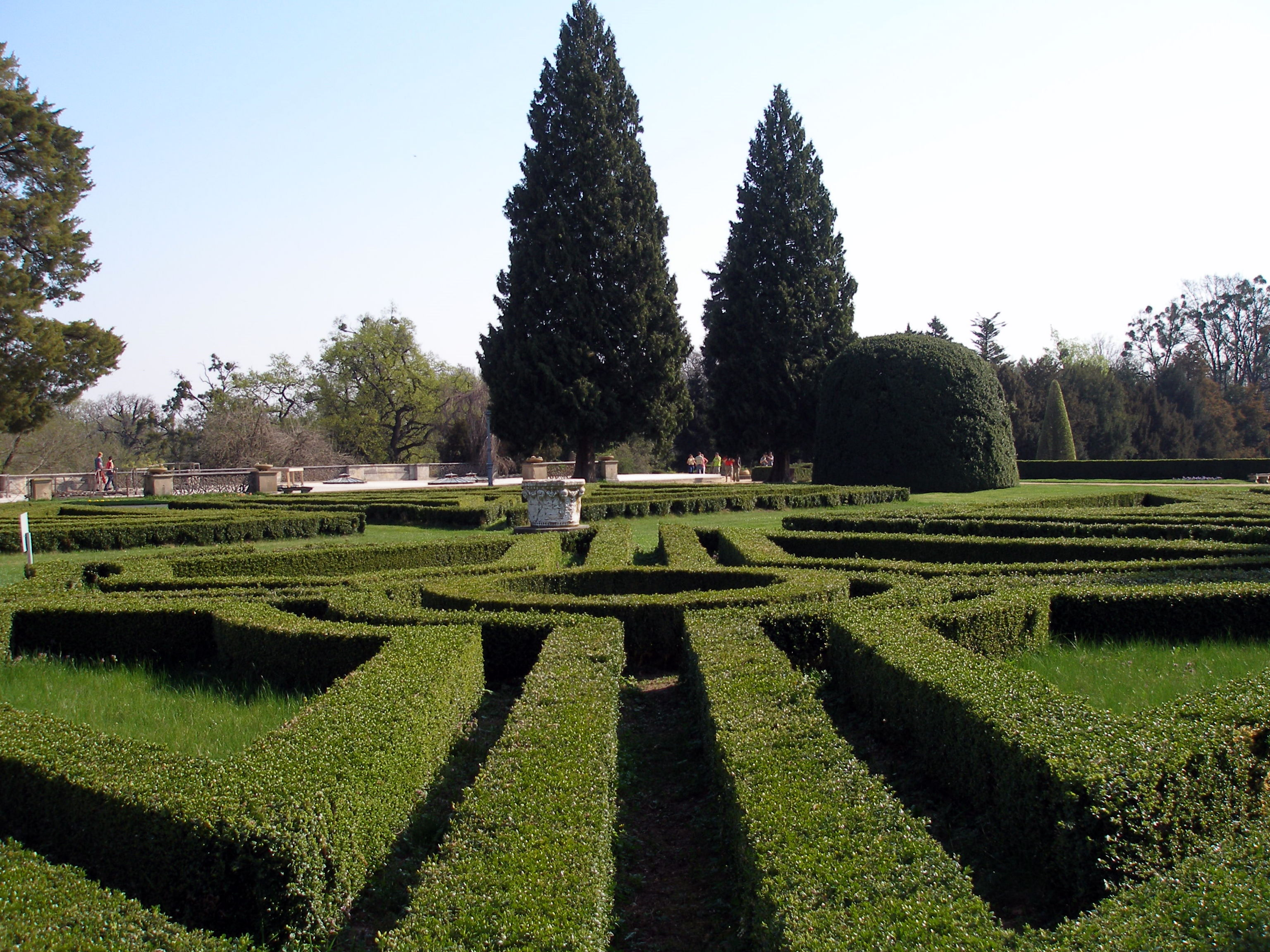
symetrie je často mnohostranná, živé ploty jsou ze stálezelených dřevin (Lednice)
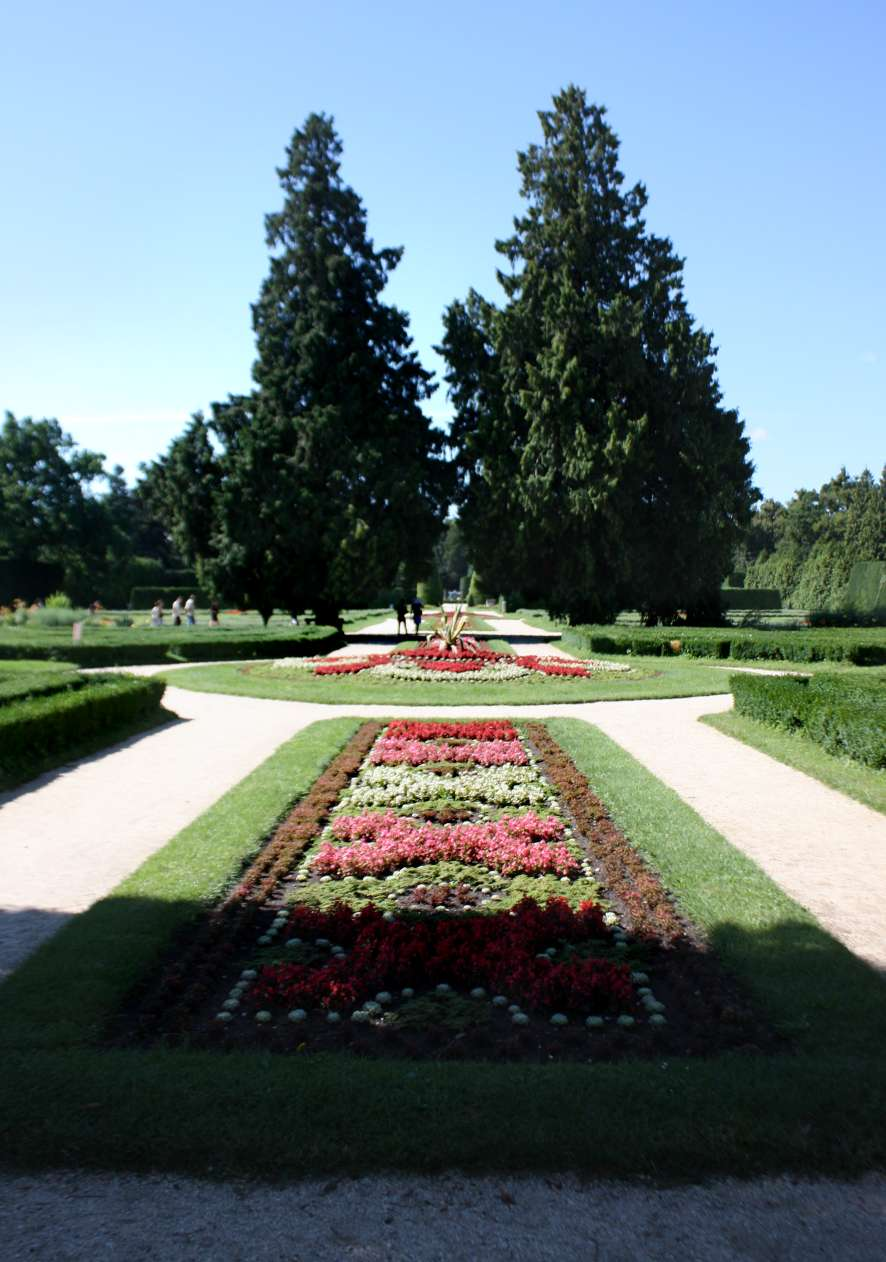
oživující součástí kompozice jsou obvykle záhony s letničkami ozdobnými květem nebo listem (Lednice (zámek)
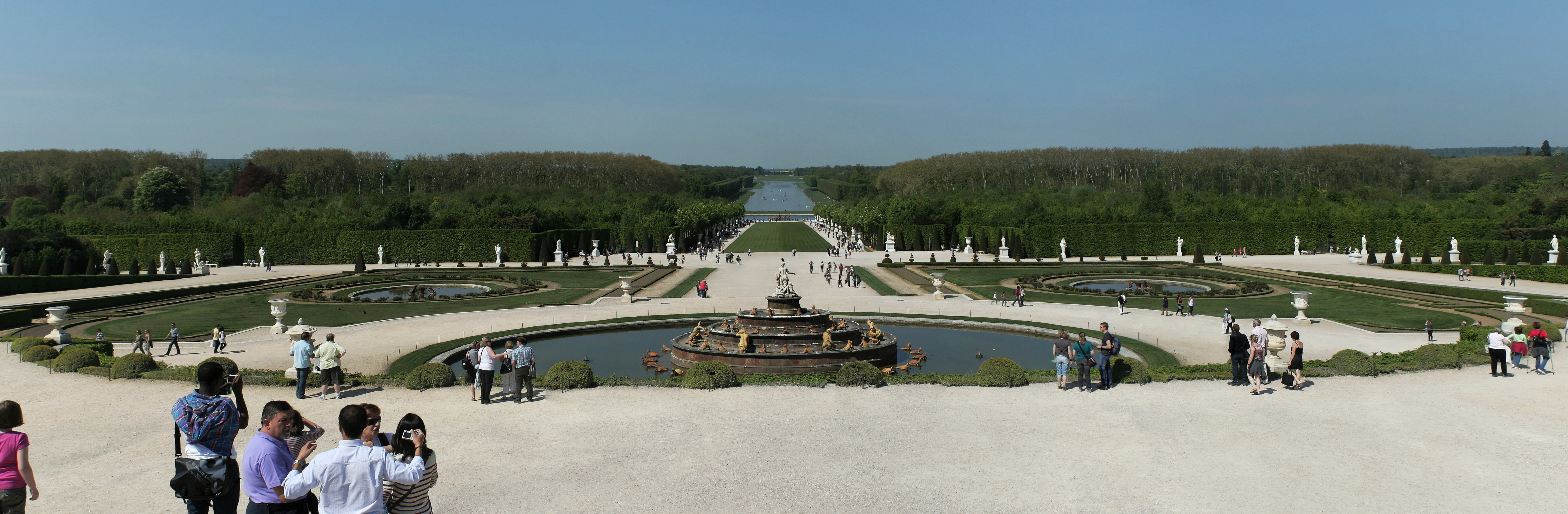
park ve Versailles
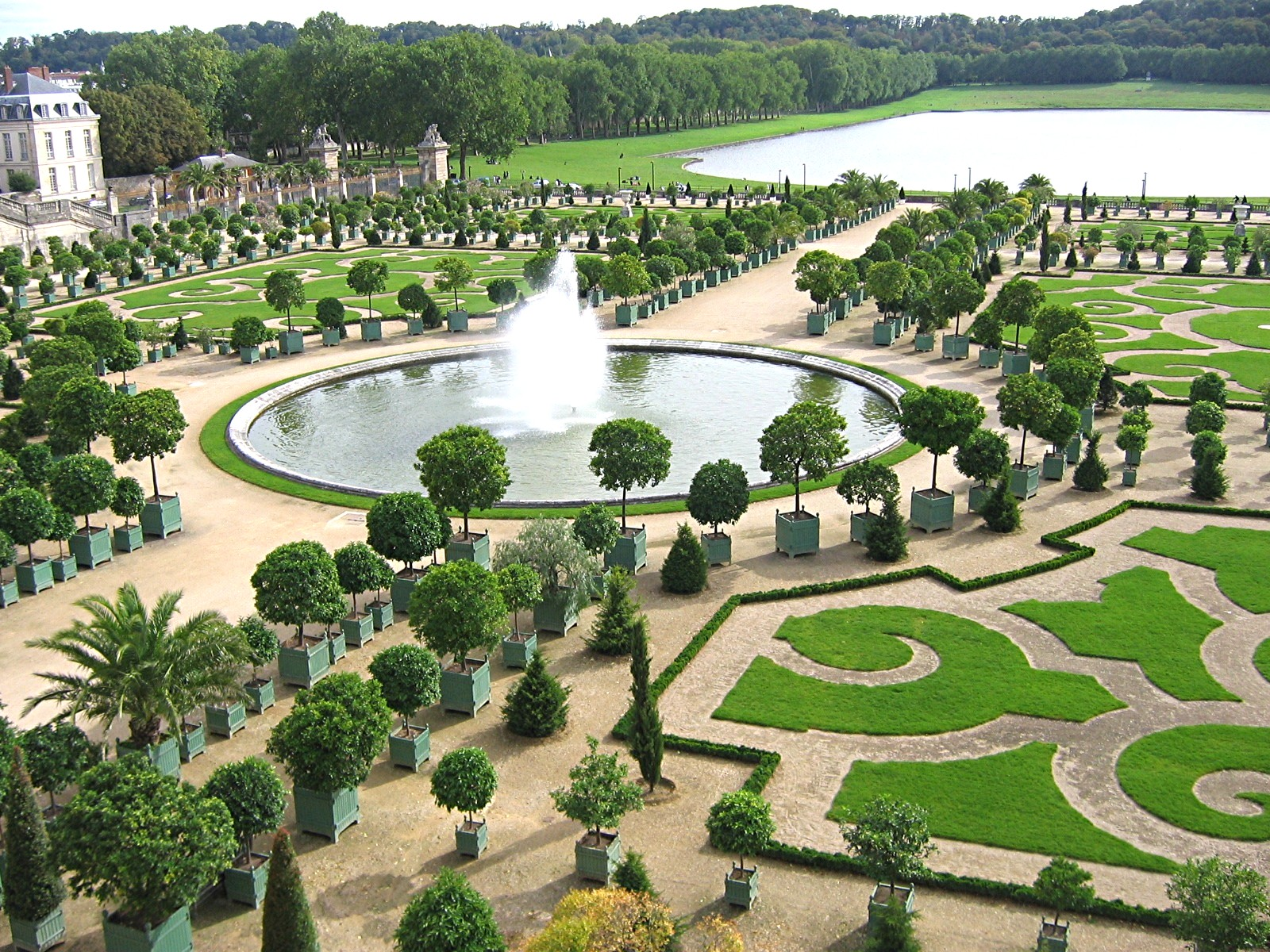
oranžérie ve Versailes